# Episodi di FBI (sesta stagione)
La sesta stagione della serie televisiva FBI è andata in onda in prima visione assoluta negli Stati Uniti d'America da CBS dal 13 febbraio al 21 maggio 2024.
In Italia, la prima parte della stagione (episodi n° 1-7) è stata trasmessa in prima visione assoluta su Rai 2 dal 13 aprile al 25 maggio 2024. La seconda parte (episodi n° 8-13) è stata trasmessa dal 14 settembre al 19 ottobre 2024.
| nº | Titolo originale   | Titolo italiano         | Prima TV USA     | Prima TV Italia   |
| -- | ------------------ | ----------------------- | ---------------- | ----------------- |
| 1  | All the Rage       | Tutta la rabbia         | 13 febbraio 2024 | 13 aprile 2024    |
| 2  | Remorse            | Rimorso                 | 20 febbraio 2024 | 20 aprile 2024    |
| 3  | Stay in Your Lane  | Resta al tuo posto      | 27 febbraio 2024 | 27 aprile 2024    |
| 4  | Creating a Monster | Creare un mostro        | 12 marzo 2024    | 4 maggio 2024     |
| 5  | Sacrifice          | Sacrificio              | 19 marzo 2024    | 11 maggio 2024    |
| 6  | Unforeseen         | Imprevisto              | 26 marzo 2024    | 18 maggio 2024    |
| 7  | Behind the Veil    | Dietro il velo          | 2 aprile 2024    | 25 maggio 2024    |
| 8  | Phantom            | Fantasma                | 9 aprile 2024    | 14 settembre 2024 |
| 9  | Best Laid Plans    | Il piano migliore       | 16 aprile 2024   | 21 settembre 2024 |
| 10 | Family Affair      | Affari di famiglia      | 23 aprile 2024   | 28 settembre 2024 |
| 11 | No One Left Behind | Nessuno rimane indietro | 7 maggio 2024    | 5 ottobre 2024    |
| 12 | Consequences       | Conseguenze             | 14 maggio 2024   | 12 ottobre 2024   |
| 13 | Ring of Fire       | L'anello di fuoco       | 21 maggio 2024   | 19 ottobre 2024   |

## Tutta la rabbia
- Titolo originale: All the Rage
- Diretto da: Alex Chapple
- Scritto da: Rick Eid e Joe Halpin

### Trama
Una bomba nascosta dentro uno zaino raccolto da un senzatetto esplode su un autobus a Lower Manhattan in pieno giorno, provocando dieci vittime. L'FBI entra immediatamente in azione per capire se vi sia il rischio di futuri attacchi e fermare il responsabile; si determina che l'attentato è collegato a un'organizzazione terroristica somala affiliata ad Al-Shabaab (gruppo jihadista di matrice islamista attivo nel paese africano) e che lo scopo dell'autore è di attirare l'attenzione sul coinvolgimento del governo americano all'estero. Tiffany si offre di infiltrarsi sotto copertura, insieme all'Agente Trevor Hobbs, nel ristorante in cui il sospettato si incontra con gli altri affiliati, sperando di acquisire informazioni per impedire i futuri attacchi: nel bagno, l'uomo nota la pistola di Hobbs e, sospettando che sia delle forze dell'ordine, gli spara per poi fuggire. Tiffany si precipita in soccorso del collega ma quest'ultimo purtroppo muore. L'improvvisa tragedia colpisce l'intera squadra di New York, e in particolare proprio lei che si sente in colpa per aver coinvolto Hobbs nell'operazione e perché vi era lei al comando; di conseguenza, attraversa la fase della rabbia e diventa ancora più decisa a catturare l'attentatore. Dopo vari inseguimenti, egli viene individuato nei pressi del World Trade Center e del memoriale dell'11 settembre, gli agenti perlustrano ogni isolato dell'area senza successo: infatti è riuscito a dileguarsi. Tiffany è delusa dal fallimento delle ricerche e Jubal, intuendo che è ancora molto scossa per la morte di Hobbs, prova a confortarla dicendo che la foto del colpevole è stata trasmessa ad aeroporti, stazioni e confini e che riusciranno a prenderlo; devono essere comunque soddisfatti per aver salvato molte vite quel giorno, nonostante di aver perso il colpevole.
Nel frattempo, Scola tenta di bilanciare la paternità e il lavoro di agente federale. Alla fine dell'episodio, tutti i membri della squadra e gli analisti si riuniscono nell'atrio di 26 Federal Plaza per una cerimonia commemorativa in memoria di Hobbs, condividendo ciascuno i propri ricordi che lo riguardano: Omar racconta che, quando si sono conosciuti nel suo terzo giorno al Bureau sette anni prima, Hobbs gli aveva detto che non sarebbe stato in grado di ricordare il suo nome per esteso, e così gli ha dato il soprannome "OA" che gli è rimasto da allora.
- Nota. L'attrice Shantel VanSanten, apparsa come personaggio ricorrente nell'ultima parte della quarta stagione e nella quinta nel ruolo dell'agente speciale Nina Chase, è entrata a far parte del cast regolare dello spinoff FBI: Most Wanted.
- Guest star: Antwayn Hopper (Hakim Siran), Bibi Mama (Cumar Osman), Vedette Lim (analista Elise Taylor), Taylor Anthony Miller (analista informatico Kelly Moran), James Chen (analista Ian Lim), Roshawn Franklin (Agente Trevor Hobbs), Ashley Olivia Fisher (moglie di Balin), Tom Ukah (Agente del Dipartimento di Stato), Hakeem Dickson Jr. (Balin), Daniel Hilt (artificiere Aaron Hill), Brandon St. Clair (Mason).
- Ascolti USA: 7 700 000 telespettatori[1]
- Ascolti Italia: 936 000 telespettatori – share 5,10%[2]

## Rimorso
- Titolo originale: Remorse
- Diretto da: Carlos Bernard
- Scritto da: Alexander Maggio

### Trama
Il presidente della Federal Reserve di New York, Duncan Martin, viene assassinato con due colpi al petto in pieno giorno davanti a un ospedale nel Queens, mentre è apparentemente intento a compiere un'azione da buon samaritano tentando di soccorrere una ragazza ferita e spaventata in cui si era casualmente imbattuto. I filmati delle telecamere mostrano che la ragazza era trattenuta da un uomo, poi identificato come Luke Hopkins: egli ha scontato una pena per stalking e percosse e ha un ricovero in una clinica psichiatrica da minorenne, i cui dettagli sono secretati. Le indagini conducono la squadra a una baita, intestata a Hopkins, dove si scopre una cantina segreta che ospita stanze adibite a prigione con catene e ganci; nella radura circostante viene invece rinvenuto il cadavere di un'altra ragazza. Il medico che aveva prescritto una ricetta trovata accanto al corpo, interrogato, afferma che sembrava pesantemente sedata e di averle riscontrato una polmonite bilaterale; malgrado ne avesse notato i segni di abusi e di legature, non ha avvertito le forze dell'ordine poiché, da quando l'ordine dei medici ha avviato un provvedimento nei suoi confronti, è caduto in disgrazia. Il DNA e le impronte digitali donano un'identità alla vittima: si tratta di Jillian Martinez, e Jubal la riconosce immediatamente in quanto era a capo dell'investigazione sul rapimento suo e della sorella minore Gabby avvenuto otto anni prima; a seguito di ricerche infruttuose, il caso era rimasto irrisolto e le due ritenute morte. Jubal accompagna Isobel a informare il padre, Steve Martinez, che, comprensibilmente sconvolto, non riesce a credere che le figlie siano state vive per otto anni senza che nessuno le stesse cercando; l'Agente è divorato dal rimorso poiché era stato lui a notificare il presunto decesso delle ragazze all'uomo e attribuisce la causa dell'errore alla propria distrazione del periodo dovuta al fatto che il proprio matrimonio stesse andando in pezzi. La ragazza insieme a Hopkins quindi è Gabby (ancora viva), e gli agenti si impegnano a catturare lui e a salvarla. Isobel riesce a parlare con lo psicologo che lo ha trattato nella clinica psichiatrica da minorenne, e quest'ultimo conferma che egli soffre di PTSD per gli abusi perpetrati dai fratelli adottivi e vorrebbe costituire una famiglia su cui avere il controllo, è per questo che tiene Gabby. Una volta che Hopkins si barrica in un negozio di abbigliamento, tenendo la ragazza e le persone all'interno in ostaggio, la situazione muta radicalmente nel momento in cui lei gli si rivolta contro ferendolo con la pistola; Jubal chiede al padre Steve di parlare con la figlia spiegandole quanto le sia mancata e ricordandole i loro momenti felici e Gabby (alla quale Hopkins aveva raccontato che il padre era morto) si convince ad abbassare l'arma. Jubal elimina Hopkins proprio mentre egli si accinge a ucciderla. Sull'ambulanza, il padre prova a toccare la figlia ma lei si ritrae (essendo stata prigioniera per otto anni, le ci vorrà molto tempo per guarire sia fisicamente che psicologicamente) dicendo di non sentirsi ancora pronta. 
Nel frattempo, Jubal riceve dall'ex moglie la notizia che il figlio Tyler è stato sospeso da scuola perché sorpreso a bere e si preoccupa di avergli trasmesso il gene della dipendenza; si confida con Maggie e lei osserva che non è responsabile né di ciò che è accaduto alle sorelle Martinez e al loro padre, né delle azioni che Tyler compie, aggiungendo che gli errori fanno parte della vita; l'importante è quello che si fa dopo. Alla fine dell'episodio, Jubal raggiunge Tyler presso lo studio del terapista e gli riporta il consiglio della collega. 
- Guest star: Kenneth Trujillo (Steve Martinez), Jeb Kreager (Luke Hopkins), Mara Davi (Samantha Kelton), Vedette Lim (analista Elise Taylor), Taylor Anthony Miller (analista informatico Kelly Moran), Gabriela Ochoa Perez (Gabby Martinez), Caleb Reese Paul (Tyler Kelton), Lianne Marie Dobbs (Harper), Kelly Ng (Alicia), Mike Funk (dottor Raymond Kassabian), Talia Thiesfield (referente del NYPD Maya), Jesse O'Neill (leader della SWAT Ryan), Dan Bauer (Brian Hopkins), Samuel Kang (Roy Kim), Alex Montaldo (Chet), Neil Dawson (detective del NYPD Dan Gilmore), Erin E. Clyne (Jillian Martinez).
- Ascolti USA: 7 130 000 telespettatori[3]
- Ascolti Italia: 975 000 telespettatori – share 5,00%[4]

## Resta al tuo posto
- Titolo originale: Stay in Your Lane
- Diretto da: Alex Chapple
- Scritto da: Rick Eid e Joe Halpin

### Trama
Eric Cantwell, proprietario di un bar, viene rapito da qualcuno col volto coperto e poi muore per le ferite causate da due colpi di pistola calibro 9 sparategli al petto da parte dello stesso uomo; in un secondo locale sempre posseduto da Cantwell e dal suo socio, gli agenti rinvengono anche il cadavere di quest'ultimo, ucciso con la medesima arma. L'FBI avvia l'indagine concentrandosi su un probabile legame con i russi, grazie a un indizio lasciato da Cantwell prima di morire: un detective dell'Unità Anti - Gang del NYPD li informa che in effetti la zona è controllata da un gruppo criminale dell'Europa orientale capeggiato da Luka Reznov, originario di Odessa in Ucraina, che estorce denaro agli imprenditori locali, e se essi rifiutano o non sono in grado di saldare i debiti, manda i propri scagnozzi a picchiarli o ucciderli. Reznov possiede un club trendy, frequentato prevalentemente da clientela giovane e ricca che indossa abiti e accessori firmati, così i membri della squadra vi si infiltrano allo scopo di piazzare una cimice nel suo ufficio e avere conferma delle estorsioni; all'interno, Omar si accorge della presenza della nuova ragazza che sta frequentando da circa tre settimane, Gemma Brooks, perciò decidono di sfruttare una delle sue amiche, Cate Boyd, la fidanzata di Reznov, per penetrare nell'ufficio e dopo un intoppo iniziale, la cimice viene piazzata. Oltre a scoprire che un'altra amica di Gemma spaccia cocaina, gli agenti riescono anche ad avvicinarsi allo scagnozzo di Reznov, Viktor, ritenuto l'esecutore materiale degli omicidi. Sebbene Reznov avesse già iniziato ad avere qualche sospetto, l'operazione prende definitivamente una brutta piega nel momento in cui Cate, in preda al panico, si tradisce davanti a lui e a Viktor, i quali tentano di scappare ma vengono arrestati; prima però Reznov spara a Cate.
Nel frattempo, Maggie nota Omar in atteggiamenti affettuosi con una bellissima ragazza bionda e il partner le spiega che si stanno frequentando da circa tre settimane: lei si chiama Gemma, è cresciuta nell'Upper East Side tra attici e scuole private, lavora per un'agenzia di pubbliche relazioni nel settore della moda e lo rende felice perché, malgrado sia ricca e abbia una mentalità sofisticata e ampia, in realtà è una persona semplice e divertente. Alla fine dell'episodio, proprio mentre lui si accinge a discutere con Gemma del suo stile di vita frivolo e mondano, lei riceve via sms la notizia che Cate è purtroppo deceduta; Omar la abbraccia per confortarla ma non ha il coraggio di rivelarle che l'amica stava collaborando con loro.
- Guest star: Alaina Surgener (Cate Boyd), Comfort Clinton (Gemma Brooks), Khorri Ellis (Luka Reznov), Konstantin Melikhov (Viktor "V"), Vedette Lim (analista Elise Taylor), Taylor Anthony Miller (analista informatico Kelly Moran), John Edwards (barista), Nick Freni (Gino), Ash Kahn (Eric Cantwell), Jonathan Daniel Schenk (Markus), Amelia Dudley (Allison), Steve Boghossian (detective della squadra Anti - Gang del NYPD Bowman), Aristeo F. Kardi (agente del NYPD Green), Maryssa Hayden (Mia).
- Ascolti USA: 6 380 000 telespettatori[5]
- Ascolti Italia: 854 000 telespettatori – share 4,60%[6]

## Creare un mostro
- Titolo originale: Creating a Monster
- Diretto da: Milena Govich
- Scritto da: Peter Elkoff

### Trama
Charles Pollan, un giudice federale, viene freddato da un proiettile alla schiena in pieno giorno, davanti al tribunale. Un testimone oculare riferisce a Maggie e Omar di aver sentito l'assassino pronunciare una citazione che Omar riconduce a un testo attribuito al Profeta Maometto di linee guida morali, confermando l'ipotesi che il colpevole sia musulmano; le analisi forensi su alcune lettere minatorie ricevute dalla vittima portano gli agenti a un Centro Islamico, il cui gestore Amir ammette di averle mandate perché arrabbiato per la severa sentenza che il giudice aveva emesso nei confronti di un ragazzo musulmano accusato di incitamento all'odio, insistendo però di non avere a che fare con l'omicidio. Un inserviente del centro attira l'attenzione di Omar, che lo insegue, e poi egli si identifica come l'Agente dell'FBI Hassan Khalil dell'Unità Antiterrorismo: è sotto copertura da tre mesi poiché si sospettano legami tra il posto e il banchiere / terrorista saudita Yusuf Asghar. Al Quartier Generale arriva il superiore di Khalil, l'Agente Speciale Jessica Blake, cara amica di Maggie, e le due squadre decidono di collaborare per eliminare la cellula; Khalil pensa che l'assassino possa essere Yardan Qadir, proprietario di un ristorante a Williamsburg, fortemente anti - americano e dai modi aggressivi, che idolatrava il ragazzo condannato da Pollan. Dopo un inseguimento, Qadir viene ucciso da Omar e prima di morire accenna a un potenziale secondo attacco. Successivamente, si inizia a cercarne il complice Adil Kazem, dato che si deduce che non è stato Qadir a sparare al giudice. Maggie e Omar interrogano i genitori, i quali spiegano che il figlio recentemente ha conosciuto un nuovo amico, un uomo più grande che gli ha prestato parecchi libri da leggere che hanno portato Adil a interrogarsi su come l'America tratta i musulmani; nella sua camera da letto, Scola e Tiffany scovano un manifesto che incita all'azione firmato "H.". Omar capisce che la descrizione dei genitori corrisponde a Khalil e lo affronta: quest'ultimo afferma che sta tentando di reclutare Adil come informatore infiltrandolo nella cellula di Qadir; per rimediare al proprio errore, Khalil si offre di andare nuovamente sotto copertura (in quanto nuovo membro della cellula) per ricevere da Asghar l'obiettivo del secondo attacco, una cerimonia a Brooklyn in onore di un Generale americano. La missione va storta quando Adil gli spara, anche se poi Khalil lo uccide mentre il ragazzo sta per colpire Omar. In ospedale, quest'ultimo lo ringrazia per averlo salvato ma poi fa entrare alcuni agenti degli Affari Interni: infatti lo ha denunciato dopo aver capito che Khalil ha radicalizzato Adil per infiltrarlo nella cellula, gli si è avvicinato sfruttando la sua vulnerabilità e l'ha reso un terrorista.
Nel frattempo, le interazioni con Hassan portano Omar a chiedersi se gli altri, conoscendolo, vedono prima un musulmano oppure un agente dell'FBI, e alla fine dell'episodio lui chiede a Maggie di dirgli come lo descriverebbe: lei elenca una serie di aggettivi che gli fanno capire che l'aspetto etnico - religioso non è il primo che le altre persone notano. Inoltre, Omar ha una lite con Gemma dopo averle dovuto comunicare che era presente al momento della morte della sua amica.
- Guest star: Charlotte Sullivan (agente speciale Jessica Blake), Elyes Gabel (Hassan Khalil), Comfort Clinton (Gemma Brooks), Vedette Lim (analista Elise Taylor), Taylor Anthony Miller (analista informatico Kelly Moran), James Chen (analista informatico Ian Lim), Fajer Al - Kaisi (Amir), Kristopher Charles (Vice Procuratore Distrettuale), Emilly Bènami (signora Kazem), Saad Siddiqui (signor Kazem), Kamyar Jahan (Yardan Qadir), Monib Abhat (Yusuf Asghar), Kayvan Shai (Adil Kazem), Kate Loprest (Deputata Delillo), Jeremiah Miller (Elias), [Jeremy Folmer (Charles Pollan), Gene Dante (Agente dell'OPR - Office of Professional Responsibility - Bill Garner), Jamie Ragusa (detective del NYPD Sanders), Monna Sabouri (Jamila).

- Ascolti USA: 7 120 000 telespettatori [7]
- Ascolti Italia: 862 000 telespettatori – share 4,70%[8]

## Sacrificio
- Titolo originale: Sacrifice
- Diretto da: Laura Belsey
- Scritto da: Bryce Ahart e Stephanie McFarlane

### Trama
Matthew Sawyer, direttore di un centro di accoglienza per migranti a Brooklyn, viene rapito di notte mentre sta lasciando l'edificio per rincasare. L'FBI individua immediatamente un potenziale sospettato, James Dunn, congedato con disonore dall'Esercito: perseguita Sawyer da mesi e ha pubblicato online parecchi post razzisti e colmi di odio sugli immigrati, ritenendo che il direttore contribuisca al declino dell'America bianca; la sua ragazza è stata uccisa un paio di mesi prima nel corso di una rapina perpetrata da migranti irregolari, di conseguenza ora Dunn incolpa l'intera categoria, ma specialmente Sawyer per essere un traditore della razza. Egli tuttavia ha un alibi per il rapimento. L'auto del rapitore viene rintracciata presso l'abitazione di Sawyer, all'interno della quale quest'ultimo è tenuto in ostaggio insieme alla moglie incinta. Il rapitore, armato, si identifica come Hector Ramirez, un ex poliziotto messicano, e afferma che ucciderà la coppia se l'FBI non troverà sua figlia Maria, scomparsa alcuni giorni prima dal centro di accoglienza; egli è convinto che Sawyer sappia qualcosa poiché un'amica della ragazza l'ha visto prenderla. In Messico, Ramirez si era schierato contro i cartelli della droga e questi, come avvertimento, gli avevano mandato la testa della moglie; questa volta, non crede che siano coinvolti. La squadra si impegna a trovare Maria, e contemporaneamente a evitare che la situazione nella casa degeneri: il video di una telecamera di un negozio in cui ella si era recata la mostra con un uomo bianco che non è Sawyer. Si deduce poi che chi l'ha sequestrata lavora al centro: si tratta di Jared Gamble, noto criminale sessuale. Intanto, Ramirez rifiuta di rilasciare i due ostaggi sostenendo che l'FBI non si sarebbe occupata della figlia se lui non avesse commesso un'azione eclatante per attirare la loro attenzione. Maggie, preoccupata per la salute della signora Ramirez che rischia di perdere il bambino, si offre al loro posto e lui li libera prendendo lei. Tiffany e Scola localizzano Gamble, che afferma di non aver avuto intenzione di rapire Maria, gli agenti provano a convincerlo ad arrendersi ma lui si lascia uccidere senza rivelare dov'è la ragazza. Ramirez diventa impaziente e si prepara a eliminare Maggie, ma lei riesce a respingerlo e proprio in quel momento Omar e la SWAT irrompono e Omar lo fa parlare al cellulare con Maria che è stata trovata viva nel seminterrato di Gamble; sollevato che la figlia stia bene, Ramirez chiede perdono per ciò che ha fatto e finalmente si consegna.
Nel frattempo, Maggie e l'amica Jessica riflettono sul significato e sul ruolo dell'essere genitori: all'inizio dell'episodio, Maggie si interroga su come Jessica sia in grado di conciliare, da sola, la maternità con il lavoro di Agente Speciale, e quest'ultima risponde che semplicemente lo fa, e che il suo unico rimpianto è di non avere un secondo figlio; poi domanda a Maggie se lei invece pensi ad averne, lei replica che a volte sì, lo pensa dato che tutti continuano a ripetere quanto sia meraviglioso. Al termine dell'episodio, Maggie osserva che Ramirez in fondo voleva soltanto trovare sua figlia ed era disposto a tutto per riuscirci; naturalmente, lei non approva il modo da lui scelto, ma ne comprende le motivazioni; si è resa conto infatti che non esiste un legame più intenso di quello tra un genitore e un figlio.
- Guest star: Charlotte Sullivan (agente speciale Jessica Blake), Nick Gomez (Hector Ramirez), Christian Conn (Matthew Sawyer), Vedette Lim (analista Elise Taylor), Taylor Anthony Miller (analista informatico Kelly Moran), Ashley Bryant (Cara Stanfield), Natalie Smith (signora Sawyer), Rose Decker (Ella Blake), Tatiana Ydalia Espaillat (Emma), Isabella Martinez (Maria Ramirez), Ronnie Castellano (Gael), Nate Richman (leader della SWAT Dan), Jacqueline Torres (detective Mejia), Eric Orman (Jared Gamble), Quinn M. Johnson (James Dunn), Sean Phillips (Andrew Dodd).
- Ascolti USA: 7 120 000 telespettatori[9]
- Ascolti Italia: 713 000 telespettatori – share 3,90%[10]

## Imprevisto
- Titolo originale: Unforeseen
- Diretto da: Milena Govich
- Scritto da: Joe Halpin e Marley Schneier

### Trama
Angela Lane, impiegata presso l'Ufficio per la Gestione del Territorio, subisce un'aggressione a opera di qualcuno che porta sul volto un respiratore e le spruzza ricina (una proteina altamente tossica nonché una delle sostanze più letali mai create, sintetizzata dai semi, appunto, della pianta di ricino) da una bomboletta spray; ella si trascina fino alla stazione della metropolitana più vicina e poi muore. Poiché la sorella riferisce all'FBI che l'ex marito di Angela era violento tanto che quest'ultima aveva ottenuto un'ordinanza restrittiva, oltre al fatto che era furioso perché lei aveva avuto la custodia esclusiva dei figli ed è stato licenziato da un'azienda di biotecnologie, inizialmente i sospetti si concentrano su di lui: l'uomo ammette le frequenti liti con l'ex moglie, ma afferma di non averla uccisa, e il suo alibi è in effetti verificato. Poco dopo, Maggie e Omar si imbattono in un'altra donna, Sharon Williams, lobbista per la compagnia di fracking "Green Solutions", che manifesta gli stessi sintomi della Lane (da contaminazione da ricina miscelata con cianuro), e anch'ella purtroppo muore davanti ai loro occhi. Maggie si lancia all'inseguimento dell'aggressore ma lo perde di vista. Si procede quindi a cercare un legame tra le vittime, che si rivela essere il tema ambientale: una visita alla Hudson University mette la squadra sulle tracce di Landon Garcia, assistente della professoressa di chimica, che fa parte di un gruppo di ecologisti che si batte per la salvaguardia del pianeta intraprendendo azioni radicali, insieme ad Anthony Jackson, espulso dalla stessa università per rissa. Con Landon in arresto, gli agenti sono in grado di impedire all'altro di avvelenare un Senatore che presenzia alla riapertura di una raffineria di petrolio a Brooklyn. Un terzo attacco colpisce un'infermiera, che fortunatamente sopravvive: si scopre che uno dei suoi fratelli è il consigliere politico del Governatore dello Stato di New York, il quale sta per firmare una legge che autorizza il "fracking", perciò deve essere il bersaglio finale degli ecoterroristi. L'FBI deduce che dietro ai giovani si nasconde una persona più esperta, ovvero proprio la professoressa di chimica della Hudson (ha scritto una lettera in difesa di Anthony quando quest'ultimo è stato espulso): la donna si reca in un edificio adibito a laboratorio di ricerca e sviluppo dalla "Green Solutions" e rilascia la ricina attraverso il sistema di irrigazione; mentre Tiffany e Scola evacuano tutti i presenti, Maggie e Omar tentano di disattivare il sistema e contemporaneamente di catturarla, riuscendoci.
Nel frattempo, Maggie confida a Isobel e a Jessica di star prendendo in considerazione la fecondazione in vitro per poter diventare madre. Perquisendo l'appartamento di Landon, Jessica perde i sensi venendo ricoverata: crede che sia soltanto un calo di pressione dovuto alla stanchezza, ma poi spiega a Maggie che i medici hanno trovato un piccolo aneurisma e intendono procedere con un intervento di microchirurgia. Maggie la rassicura dicendo che è forte e starà bene, aggiungendo che farà portare Ella, la figlia dell'amica, in ospedale dalla babysitter e la aspetteranno insieme. Tuttavia, alla fine dell'episodio, il chirurgo la informa che, malgrado i loro sforzi, Jessica è deceduta in sala operatoria: Maggie è distrutta e non sa come comunicarlo a Ella, della quale l'amica l'ha nominata tutore temporaneo.
- Nota. Questo è l'ultimo episodio in cui compare l'attrice Charlotte Sullivan nel ruolo dell'agente speciale Jessica Blake; infatti il personaggio muore improvvisamente a causa di un aneurisma, lasciando Maggie come tutore della figlia Ella.
- Guest star: Charlotte Sullivan (agente speciale Jessica Blake), Caroline Neff (professoressa Celeste Johnson), Zack Palomo (Landon Garcia), Vedette Lim (analista Elise Taylor), Taylor Anthony Miller (analista informatico Kelly Moran), Rose Decker (Ella Blake), Leilany Celeste (Sara), Tom Archdeacon (Eric Lane), Erica Mansfield (Angela Lane), Peter Karas (detective Daman Hora), Pamela Bob (Lila Haynes), Daniel Morgan Shelley (Bobby Byrne), Kristi Kirk (Mary Byrne), Sean Hinckle (dottor Walters), Rich Henkels (Senatore Daniel Drew), Will Ehren (Anthony Jackson), Denise Reed (babysitter), Eileen Weisinger (Sharon Williams).

- Ascolti USA: 6 760 000 telespettatori [11]
- Ascolti Italia: 954 000 telespettatori – share 5,40%[12]

## Dietro il velo
- Titolo originale: Behind the Veil
- Diretto da: Eric Laneuville
- Scritto da: Peter Elkoff e Alexander Maggio

### Trama
Nel corso di una raccolta fondi organizzata dalla deputata di estrema destra Carol Jones in un ristorante chic, una bomba esplode provocando undici morti, tra i quali la stessa Jones, e diversi feriti, tra cui Isobel e un dodicenne che abita nel suo stesso palazzo e che purtroppo muore in ospedale. Le indagini partono immediatamente concentrandosi sul movente terroristico di matrice anarchica, considerando il contesto politico dell'evento e il fatto che le idee e le decisioni conservatrici della deputata l'avevano resa bersaglio di manifestanti che le si opponevano. Il principale sospettato, Gary Smalls, viene rinvenuto ucciso in stile esecuzione, perciò occorre individuare il mandante dell'attentato oppure stabilire dove i pezzi dell'ordigno sono stati acquistati allo scopo di impedirne altri. Gli indizi digitali conducono a una chatroom di anarchici, frequentata da Smalls, e alla scoperta che a fornire la bomba è stata la diplomatica russa e membro dell'SVR Marina Kostova, che lavora presso il Consolato: ha agito per destabilizzare sia la politica interna americana sia le relazioni tra Stati Uniti e Russia, sfruttando l'attuale clima politico teso (dato che le presidenziali americane sono alle porte), facendo credere che la colpa degli attentati sia degli americani. Il Dipartimento di Stato, tuttavia, avverte l'FBI di non arrestare la donna, a causa di uno scambio di prigionieri in corso e malgrado vi siano prove certe del suo coinvolgimento. La squadra si impegna a disinnescare una seconda bomba, piazzata in un centro espositivo in cui si sta tenendo un evento di un'alleanza di estrema destra: mentre Scola e Tiffany si servono di un rilevatore per captare le frequenze del detonatore e risalire così a chi lo possiede, Maggie si intrufola sotto il palco per cercare l'ordigno; insieme sono in grado di fermare il socio di Marina e anche quest'ultima viene arrestata all'uscita dal Consolato. Il Dipartimento di Stato informa Isobel che il prigioniero americano è stato ucciso dai russi dieci minuti dopo l'arresto della donna.
Nel frattempo, Isobel parla con Jubal dello stato psico-emotivo di Maggie a seguito della morte dell'amica Jessica. Più tardi, Omar chiede alla partner della bambina e Maggie risponde che è confusa e ancora scossa, e lo è anche lei, anche se tenta di essere presente il più possibile, nonostante sappia che il suo lavoro la espone costantemente a rischi. Omar, invece, le dice che lui e Gemma stanno appianando le loro divergenze.
- Guest star: John Squires (Agente Speciale Patrick Haskins), Vedette Lim (analista Elise Taylor), Taylor Anthony Miller (analista informatico Kelly Moran), James Chen (analista informatico Ian Lim), Rose Decker (Ella Blake), Moses Jones (artificiere Jones), Elina Golde (Marina Kostova), Drew Phillips (Gary Smalls), Caesar Samayoa (John Parker), Tyler Hanes (Cameron Ravener), Levi Chrisopulos (Lucas Ravener), Johnny Giacalone (Drew Borelli), Erick McAllister (Brian Davis), Patrick John Boyle (Chuck), Nicole Tio (Zoe), Hernando Caicedo (Robert), Rod Sweitzer (Tenente Ross), Anita Castillo - Halvorssen (referente del Dipartimento di Stato Yolanda Cruz).
- Ascolti USA: 6 880 000 telespettatori[13]
- Ascolti Italia: 1 000 000 telespettatori – share 5,90%[14]

## Fantasma
- Titolo originale: Phantom
- Diretto da: Jean de Segonzac
- Scritto da: Rick Eid

### Trama
James Sun, responsabile munizioni dell'Esercito Americano, viene ucciso con due colpi al petto in un parco di proprietà federale in una zona industriale, durante l'acquisto di esplosivo RDX. La squadra identifica rapidamente il venditore, il pregiudicato Clinton Payne il quale, dopo aver insistito per avere un accordo in forma scritta, confessa l'omicidio ma orienta le indagini anche sull'acquirente conosciuto online. Scola e Tiffany vanno sotto copertura nei panni rispettivamente di Payne e di una broker per incontrarlo ed emerge che egli sta acquistando il prodotto per conto di Al-Shabaab, un'organizzazione terroristica jihadista di matrice islamista attiva in Somalia. Tiffany nota qualcuno che assomiglia al loro leader Hakim Siran, malgrado le informazioni del Dipartimento di Stato suggeriscano che sia fuggito in Africa a seguito dell'attentato all'autobus; il tormento e i sensi di colpa per la morte del collega e amico Hobbs, influiscono sul lavoro di Tiffany, creando tensioni e spingendola persino a disobbedire agli ordini di Isobel, compromettendo l'operazione e facendo saltare le coperture sua e di Scola. In seguito a ciò avviene un inseguimento tra l'FBI e Sonogo, che culmina con una sparatoria e la conseguente morte di Sonogo prima che quest'ultimo possa confermare la presenza di Siran a New York. 
Al Centro di Comando, Isobel rimprovera duramente Tiffany e Scola, che tenta di difenderla, e mette in discussione lo stato mentale dell'agente chiedendogli se sia necessario rimuoverla dal lavoro sul campo. In quel momento, Jubal entra comunicando che nuovi riscontri attestano che Siran è effettivamente rientrato negli Stati Uniti una settimana prima. Tiffany si reca dalla vedova di Hobbs per assicurarle che riusciranno a catturare l'assassino del marito, ma la donna non vuole ascoltarla, affermando di aver voltato pagina e che dovrebbe farlo anche lei, pregandola di non ripresentarsi senza avvertire.
- Guest star: Keith Machekanyanga (Amida Sonogo), Sam Duffy (Clinton Payne), Vedette Lim (analista Elise Taylor), Taylor Anthony Miller (analista informatico Kelly Moran), Alexis Nichole Smith (Jennifer Hobbs), Dollar Tan (James Sun), Jaben Early (Sergente Mike Walker), Craig Geraghty (detective Boyle), Brooke Hoover (avvocato), Anita Castillo - Halvorssen (referente del Dipartimento di Stato Yolanda Cruz), Antwayn Hopper (Hakim Siran).
- Ascolti USA: 6 400 000 telespettatori[16]
- Ascolti Italia: 796 000 telespettatori – share 4,80%[17]

## Il piano migliore
- Titolo originale: Best Laid Plans
- Diretto da: Alex Chapple
- Scritto da: Rick Eid e Joe Halpin

### Trama
L'agente dell'FBI in pensione Mike Rosen viene rapito, torturato e ucciso dopo essere stato costretto a rivelare a un gruppo di rapinatori il percorso di un trasporto di diamanti dal valore di dieci milioni di dollari dalla società di sicurezza privata dove lavorava. La squadra intercetta i rapinatori e collega uno di loro ai fratelli Perez, che si occupano del traffico di queste gemme. Il caso si complica quando arrestano Samuel Jacobson, che da più di dieci mesi è un informatore della fidanzata di Scola, Nina Chase. Tramite Jacobson, lei e Stuart vanno sotto copertura come una coppia di compratori in cerca di diamanti e concordano un affare in un appartamento di Midtown Manhattan con Beto Perez. Nel momento in cui Nina esce per controllare i diamanti rimanenti forniti dal fratello di Beto, Carlos, un'unità di pattuglia della polizia di New York si ferma e spaventa l'uomo, costringendola a contrastarlo mentre OA e Tiffany arrivano sulla scena. Nel frattempo, Beto inizia a mostrarsi aggressivo e sospettoso, intuendo che qualcosa non va, ma Scola e Maggie lo affrontano e lo disarmano.
Durante la missione, Stuart si scontra con Nina sui rischi che la loro professione comporta esprimendo una preferenza per un approccio più sicuro, poiché preoccupato per il futuro del loro figlio neonato, ma decidono alla fine di affrontare le difficoltà e i potenziali pericoli insieme. Inoltre, Tiffany ringrazia Scola per averla difesa davanti a Isobel riguardo alla situazione di Hakim Siran e il partner è lieto di sapere che lei sta vedendo una psicologa per elaborare completamente la morte di Hobbs e il proprio senso di colpa.
- Special guest star: Shantel VanSanten (Agente Speciale dell'FBI Nina Chase)
- Guest star: Anthony Lee Medina (Beto Perez), Michael Mastro (Samuel Jacobson), Vedette Lim (analista Elise Taylor), Taylor Anthony Miller (analista informatico Kelly Moran), Tristan Polania (Carlos Perez), Sondra Ward (Linda Rosen), Michael Santosusso (Mike Rosen), Eric Nikolaus Kwasnjuk (David Karda), Sprague Theobald (Norman Green), Tracey Conyer Lee (detective del NYPD Claudia Ross), Gabe Bowling (referente del NYPD Walsh), Roberto Gutierrez (Antony Chavez).
- Ascolti USA: 7 090 000 telespettatori[18]
- Ascolti Italia: 864 000 telespettatori – share 5,20%[19]

## Affari di famiglia
- Titolo originale: Family Affair
- Diretto da: Alex Zakrzewski
- Scritto da: Bryce Ahart e Stephanie McFarlane

### Trama
La guardia di sicurezza del FDIC fuori servizio Will Douglas viene uccisa intervenendo in un'apparente disputa domestica subito dopo un primo appuntamento con una donna conosciuta online. La squadra apprende che la vittima della presunta violenza, Denise Mamet, è la madre surrogata dei coniugi Webb, costretti sotto minaccia a rivelare il suo indirizzo all'aggressore, che ha rapito la ragazza incinta. Ella è anche la figlia di Aaron Mamet, leader di una setta di fanatici religiosi che in nome di Dio persegue la purificazione dell'anima, chiamata "Sacro Testamento". Si scopre che il rapitore è Travis Keating, uno dei seguaci, che l'ha rapita appunto allo scopo di "purificarla". L'FBI lavora con l'ATF per garantire la liberazione di Denise, ma l'operazione si complica quando la copertura di Maggie salta e i membri della setta si allarmano: Isobel vorrebbe che gli agenti irrompessero, ma le donne e i bambini fanno da scudo umano agli uomini armati. Omar insegue Mamet all'interno di tunnel sotterranei e lo convince ad ordinare ai propri discepoli di ritirarsi, spianando la strada a Maggie e Scola per liberare Denise.
Il caso mette a dura prova la sensibilità di tutti gli agenti, in particolare quella di Maggie (che rischia seriamente di essere uccisa, venendo salvata dal giubbotto antiproiettile), sulla quale provoca un forte impatto emotivo, facendole temere che la piccola Ella diventi nuovamente orfana se le succedesse qualcosa. Dopo una conversazione con la partner, Omar suggerisce a Isobel di richiedere che Maggie prenda un congedo di maternità.
- Guest star: Vedette Lim (analista Elise Taylor), Taylor Anthony Miller (analista informatico Kelly Moran), Lisa Rosetta Strum (Agente Speciale in comando Casey Roberts), Daniel Patrick Russell (Travis Keating), Tom Lucca (Derek Keating), Shelby Alayne Antel (Denise Mamet), Paris Remillard (Aaron Mamet), Jordyn Rolling (Laura Michaels), Edmond Laryea (Will Douglas), Allison Walter (Susan Webb), Blake Whyte (Eric Webb), Matthew Wautier - Rodriguez (Arturo Reyes), J. Paul Nicholas (detective del NYPD Mike Adams), Kemo Coleman (referente dell'ATF Andre).
- Ascolti USA: 7 030 000 telespettatori[20]
- Ascolti Italia: 518 000 telespettatori – share 3,20%[21]

## Nessuno rimane indietro
- Titolo originale: No One Left Behind
- Diretto da: Monica Raymund
- Scritto da: Peter Elkoff

### Trama
Tyler Combs, il pupillo del magnate della tecnologia Leo Grant, viene rapito da individui armati e costretto a rivelare il luogo dell'incontro tra Grant e rappresentanti dei Talebani, incontro organizzato dal Dipartimento di Stato per negoziare diritti di estrazione di metalli rari con il governo afghano. Il loro leader Abdul Sayeed viene anch'egli sequestrato e l'FBI riconduce una granata stordente utilizzata per il crimine al rispettabile dentista del Queens Michael Garrett, il quale, dopo un'iniziale rifiuto, spiega agli agenti che suo figlio James è prigioniero di guerra in Afghanistan (uno degli ultimi americani rimasti dopo il ritorno al potere del gruppo islamista nel 2020); con la complicità dei membri della ex unità del ragazzo, l'uomo intende sfruttare Sayeed come merce di scambio per trattare con i Talebani e riavere il figlio, accordo che essi accettano. Isobel si scontra con il Vice Segretario di Stato Evelyn Kates per la natura altamente politica del caso. La squadra rintraccia i soldati e Omar tenta di negoziare (dato che rispetta il senso d'onore e di lealtà esistente tra essi e comprende il loro stato d'animo - si sentono traditi dal proprio Governo per aver abbandonato un "fratello") piuttosto che penetrare nel loro covo. Sayeed cerca di scappare e viene ucciso, lasciandoli senza alcuna esca. Attraverso un video deepfake, tuttavia, la squadra convince i Talebani, all'oscuro della morte del loro leader, a liberare James; la notizia del decesso del terrorista poi trapela e scaturisce una sparatoria, anche se Omar riesce fortunatamente a salvare il ragazzo.
In ospedale, Zidane comunica a James che il padre e tre dei suoi ex compagni sono stati arrestati, mentre un altro purtroppo è morto.
Nel frattempo, Omar si trova in difficoltà nell'aprirsi con la fidanzata Gemma riguardo al proprio passato militare (lei lo sente parlare al cellulare con una donna di nome Anna, che lui le dice essere la vedova di un commilitone). Alla fine dell'episodio, colpito da vicino dal caso, le confida che dieci anni prima è stato recluso come prigioniero per ventidue giorni; insieme a lui c'era anche un compagno, che era proprio il marito di Anna che però non è sopravvissuto.
Maggie non compare perché ha portato Ella a far visita ai nonni ad Akron, in Ohio (si suppone quindi che abbia accettato di prendere qualche giorno di congedo).
- Guest star: Kate Burton (Vice Segretario di Stato Evelyn Kates), Comfort Clinton (Gemma Brooks), Vedette Lim (analista Elise Taylor), Taylor Anthony Miller (analista informatico Kelly Moran), James Chen (analista Ian Lim), Rich Ting (Maggiore Alex Kim), David Christopher Wells (Leo Grant), Mustafa Haidari (Abdul Khaleq Sayeed), Mark Boyett (dottor Michael Garrett), Tyler Okunski (Sergente James Garrett), Natalie Roy (Julia), Jake Goodhart (Tyler Combs), Jonas Cohen (Harvey Biller), Jesse O' Neill (leader della SWAT Ryan), Mia Caro (detective del NYPD Chandler), Zoltan Hodi (Sergente Brian Muller), Mohammed J. Ali (Sergente Gregory Weeks).
- Ascolti USA: 6 130 000 telespettatori[22]
- Ascolti Italia: 784 000 telespettatori – share 4,30%[23]

## Conseguenze
- Titolo originale: Consequences
- Diretto da: Carlos Bernard
- Scritto da: Alexander Maggio

### Trama
Il camionista Tim Baker viene ucciso all'interno del Jamaica Bay Wildlife Refuge (un'area boschiva protetta in territorio federale) e metà del carico del furgone che guidava rubato da due membri della gang "Long Island Vandals". La DEA riferisce che esso trasportava cinquecento litri di un reagente farmaceutico utilizzato per produrre fentanyl (oppioide cinquanta volte più potente dell'eroina). Gli agenti raggiungono poi un nightclub in cui quattro ragazze sono decedute per overdose di ossicodone, quindi il reagente è stato contaminato (ad insaputa dei ladri). Jubal è sorpreso nello scoprire che il proprio figlioccio Nate (figlio dell'ex agente dell'FBI Joe Becerra, col quale Jubal ha lavorato per cinque anni e che è un suo intimo amico, tanto da averlo invitato al matrimonio della figlia) è colui che ha venduto le pillole alle giovani, trovandosi combattuto tra il dovere di agente federale e la lealtà nei confronti dell'amico dopo che nella camera di Nate ne rinviene un pacchetto: Joe gli chiede di nasconderle (ricordandogli di quando, per proteggere la loro amicizia, non rivelò il suo alcolismo e la sua relazione extraconiugale), ma Jubal rifiuta. Nel momento in cui l'uomo convince il figlio a collaborare, la squadra rintraccia il suo spacciatore, il quale organizza un incontro tra Nate e la propria fonte, il motociclista di Long Island e leader della gang Gio Russo. Jubal si unisce a Nate sotto copertura, involontariamente essa salta e i due vengono presi in ostaggio. Omar si assicura che le richieste dei membri della gang siano soddisfatte, ma Joe interviene e Nate viene colpito nel corso di una colluttazione. Malgrado il ragazzo sopravviva all'intervento chirurgico, in ospedale Joe incolpa Jubal dell'accaduto e rompe la loro amicizia escludendolo dal matrimonio della figlia. 
- Maggie non compare perché si trova ancora in Ohio con Ella.

- Guest star: Benito Martinez (Joe Becerra), Dominic Bogart (Gio Russo), Vedette Lim (analista Elise Taylor), Taylor Anthony Miller (analista informatico Kelly Moran), Michael Egues (Nate Becerra), Patrick Voss Davis (Kevin Thomas), David Kallaway (Wade Burnett), Leenya Rideout (Linda Brandywine), Shea Grant (Trisha), Samuel Ray Gates (Jim), Alexandra Anton (Emma Brandywine), Tara Anika Nicolas (referente della DEA Jordan), Gabe Bowling (referente del NYPD Walsh), Maria Peyramaure (Agente Speciale del Servizio Parchi Esme Herrera), Gregory Konow (detective del NYPD), Cristina Garcia Leon (Tanya), Bryce Biederman (Tim Baker).
- Ascolti USA: 5 900 000 telespettatori[24]
- Ascolti Italia: 709 000 telespettatori – share 4,00%[25]

## L'anello di fuoco
- Titolo originale: Ring of Fire
- Diretto da: Alex Chapple
- Scritto da: Rick Eid e Joe Halpin

### Trama
Maggie rientra dal congedo di maternità e si riunisce ai colleghi per indagare su un caso particolarmente delicato: la morte misteriosa di un autista di camion (il cui carico però, apparentemente, non è stato sottratto), che sembra inizialmente un'indagine di routine, ma presto si scopre che la vittima era in realtà un agente segreto, un ex militare di nome Nick Ward con un passato in operazioni ad alto rischio in Afghanistan. Poco dopo, una donna muore nell'esplosione della propria auto, ed emerge che anch'ella lavorava per la CIA, dunque i due decessi sono collegati. A rendere la situazione critica, la scoperta che dal camion della prima vittima qualcosa è stato effettivamente rubato: ovvero, granate termobariche, un particolare tipo di ordigno estremamente più letale che potrebbero essere utilizzate per compiere attentati terroristici su larga scala dalle conseguenze devastanti. 
Si verifica un terzo decesso, quello del proprietario dell'officina nella quale le armi sono state prodotte, e gli indizi puntano ad Al-Shabaab (gruppo jihadista di matrice islamista attivo in Somalia) e al terrorista Hakim Siran (colui che ha assassinato l'Agente Speciale Trevor Hobbs nel primo episodio della stagione): la squadra perquisisce due edifici di proprietà del gruppo, trovandone uno vuoto e arrestandone i membri nell'altro, i quali tuttavia si rifiutano di fornire informazioni sull'imminente attacco. Attraverso un'immagine del loro deposito, si deduce che esso avverrà presso un evento al quale dovrebbero partecipare rappresentanti del governo somalo. Una delle granate esplode appena prima dell'arrivo dell'FBI, ma gli agenti inseguono Siran e il suo complice per impedire che nuociano ancora: Omar e Scola bloccano l'altro, mentre Maggie e Tiffany (che si è sempre sentita in colpa per la morte di Hobbs) confrontano Hakim, che ha dell'esplosivo addosso. Malgrado gli ordinino di arrendersi, lui rifiuta e si accinge a farsi esplodere, allora Tiffany gli spara per legittima difesa e lo uccide; l'amica e collega teme che abbia sparato ad un uomo disarmato (anche se comunque aveva l'esplosivo), Tiffany afferma di essere certa che avesse una pistola, giungono Omar e Scola che, sollevando l'orlo della giacca di Hakim, ne mostrano l'effettiva presenza (quindi Tiffany ha fatto bene a sparare).
Sebbene in precedenza fosse stata rifiutata dalla vedova di Hobbs (che le aveva chiesto di non presentarsi più a casa sua senza avvertire), Tiffany suona alla sua porta per informarla della morte di Hakim, in modo che la donna, ma anche lei stessa, possano andare avanti con le proprie vite.
Nel frattempo, a inizio episodio Maggie si incontra con il fratello della defunta amica Jessica Blake, il quale le racconta che non si vedevano da alcuni anni e che le incomprensioni tra loro si erano accentuate dopo la morte della madre; mentre ora è contento che Ella possa giocare con sua cugina, tanto che si offre di tenere la bambina per tutta la giornata.
- Guest star: Antwayn Hopper (Hakim Siran), Jim Conroy (Agente della CIA Jack Wagner), Vedette Lim (analista Elise Taylor), Taylor Anthony Miller (analista informatico Kelly Moran), James Chen (analista informatico Ian Lim), Alexis Nichole Smith (Jennifer Hobbs), Jeremy Gabriel (Kevin Blake), Conor Romero (Steven Tucker), Quinn VanAntwerp (Luke Chandler), Ken Perlstein (Adam Geller), Todd Etelson (Bill Sefakis), Rose Decker (Ella Blake), Nate Richman (leader della SWAT Dan), Lauren LaStrada (detective di Rockland Sarah Jones), Lex Daemon (Hasheem), Wadi "Skye" Jones (Abdi Bashir), Augusta Liv (Gabby Blake), Caroline Vexler (Christine Collins), Taylor Valentine Lupini (Nicole Allen), Charlotte Sullivan (Agente Speciale Jessica Blake), Roshawn Franklin (Agente Speciale Trevor Hobbs).
- Ascolti USA: 6 140 000 telespettatori[26]
- Ascolti Italia: 753 000 telespettatori – share 3,90%[27]